# SAR: Search And Rescue
 (janvier 2019).
Si vous disposez d'ouvrages ou d'articles de référence ou si vous connaissez des sites web de qualité traitant du thème abordé ici, merci de compléter l'article en donnant les références utiles à sa vérifiabilité et en les liant à la section « Notes et références ».
SAR: Search And Rescue est un jeu d'arcade de 1989 développé par SNK. C'est un jeu vidéo du type beat them all. Il est sorti sur le système d'arcade 68K Based.